# Sheila Echols
Sheila Echols, född den 2 oktober 1964 i Memphis, Tennessee, är en amerikansk friidrottare inom kortdistanslöpning.
Hon tog OS-guld på 4 x 100 meter vid friidrottstävlingarna 1988 i Seoul. 